# Beaumont-sur-Vesle
Cet article concerne la commune de Marne. Pour les articles homonymes, voir Beaumont.
Beaumont-sur-Vesle est une commune française, située dans le département de la Marne en région Grand Est.

## Géographie
Beaumont-sur-Vesle est située à 15 kilomètres au sud-est de la ville de Reims, dans la Marne (Grand Est), dans le canton de Mourmelon-Vesle et Monts de Champagne. Elle était traversée par la route départementale 944 (anciennement RN 44, déclassée en 2006), jusqu'au 4 juillet 2014, date à laquelle a été inaugurée une route contournant la commune.
|                        | Prunay             |              |
| Verzenay, vers Sillery | Beaumont-sur-Vesle | Val-de-Vesle |
|                        | Verzy              |              |

### Hydrographie

#### Réseau hydrographique
La commune est dans la région hydrographique « la Seine du confluent de l'Oise (inclus) à l'embouchure » au sein du bassin Seine-Normandie. Elle est drainée par la Vesle, le canal de la Marne à l Aisne et la Prosne,.
La Vesle, d'une longueur de 139 km, prend sa source dans la commune de Somme-Vesle et se jette  dans l'Aisne à Ciry-Salsogne, après avoir traversé 52 communes. Les caractéristiques hydrologiques de la Vesle sont données par la station hydrologique située sur la commune de Beaumont-sur-Vesle. Le débit moyen mensuel est de 2,63 m3/s. Le débit moyen journalier maximum est de 13,9 m3/s, atteint lors de la crue du 12 février 1988. Le débit instantané maximal est quant à lui de 14,3 m3/s, atteint le 18 avril 2001.
Depuis 1866, le canal de l'Aisne à la Marne reliant Berry-au-Bac à Condé-sur-Marne permet à Reims d'avoir un accès à la Marne à partir des canaux de l'Aisne. Construit à partir du 9 mars 1842, ce canal à bief de partage possède une longueur de 58 km et a permis, lorsque cette voie maritime a été reliée en 1861 par le canal de la Marne au Rhin, de former une grande ligne de navigation qui permit de relier Strasbourg à Lille en passant par le Rhin. Il est mis au gabarit Freycinet entre 1878 et 1883,. 
La Prosne, d'une longueur de 13 km, prend sa source dans la commune de Prosnes et se jette  dans la Vesle sur la commune, après avoir traversé trois communes. 

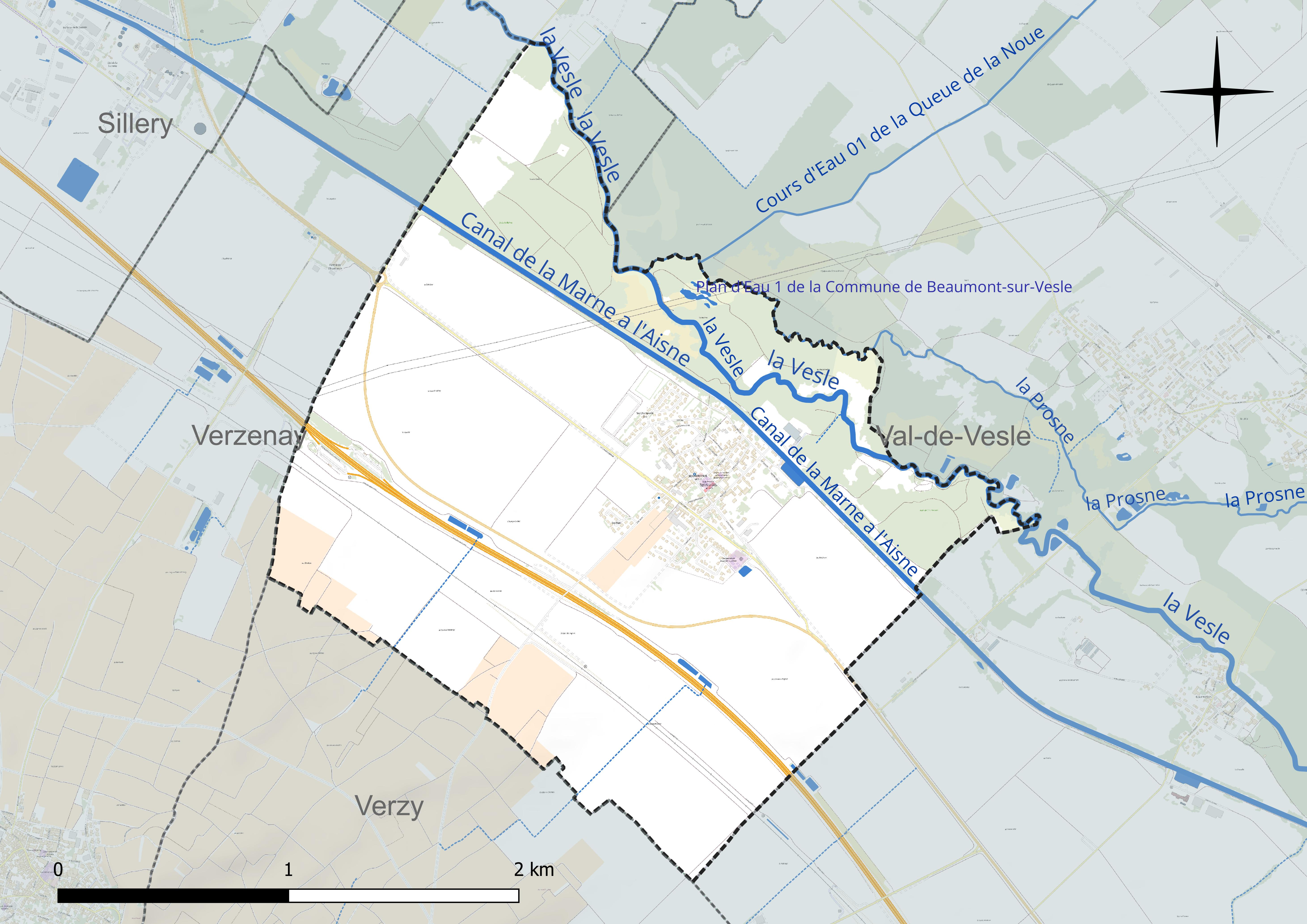
Réseau hydrographique de Beaumont-sur-Vesle.

Un plan d'eau complète le réseau hydrographique : le plan d'eau 1 de la commune de Beaumont-sur-Vesle (0,5 ha),.

#### Gestion et qualité des eaux
Le territoire communal est couvert par le schéma d'aménagement et de gestion des eaux (SAGE) « Aisne Vesle Suippe ». Ce document de planification, dont le territoire s’étend sur 3 096 km2 répartis sur trois départements (Aisne, Marne et Ardennes) et deux régions (Champagne-Ardenne et Picardie), a été approuvé le 16 décembre 2013. La structure porteuse de l'élaboration et de la mise en œuvre est le Syndicat d’aménagement des bassins Aisne Vesle Suippe (SIABAVES). 
La qualité des cours d’eau peut être consultée sur un site dédié géré par les agences de l’eau et l’Agence française pour la biodiversité. 

### Climat
Pour des articles plus généraux, voir Climat du Grand Est et Climat de la Marne.
En 2010, le climat de la commune est de type climat océanique dégradé des plaines du Centre et du Nord, selon une étude du Centre national de la recherche scientifique s'appuyant sur une série de données couvrant la période 1971-2000. En 2020, Météo-France publie une typologie des climats de la France métropolitaine dans laquelle la commune est exposée à un climat océanique altéré et est dans la région climatique  Nord-est du bassin Parisien, caractérisée par un ensoleillement médiocre, une pluviométrie moyenne régulièrement répartie au cours de l’année et un hiver froid (3 °C). 
Pour la période 1971-2000, la température annuelle moyenne est de 10,5 °C, avec une amplitude thermique annuelle de 16,1 °C. Le cumul annuel moyen de précipitations est de 656 mm, avec 10,9 jours de précipitations en janvier et 7,8 jours en juillet. Pour la période 1991-2020, la température moyenne annuelle observée sur la station météorologique de Météo-France la plus proche, « Mailly-civc », sur la commune de Mailly-Champagne à 6 km à vol d'oiseau, est de 11,2 °C et le cumul annuel moyen de précipitations est de 755,5 mm. 
La température maximale relevée sur cette station est de 39,8 °C, atteinte le 25 juillet 2019 ; la température minimale est de −20 °C, atteinte le 16 janvier 1985,,. 
Les paramètres climatiques de la commune ont été estimés pour le milieu du siècle (2041-2070) selon différents scénarios d'émission de gaz à effet de serre à partir des nouvelles projections climatiques de référence DRIAS-2020. Ils sont consultables sur un site dédié publié par Météo-France en novembre 2022.

## Urbanisme

### Typologie
Au 1er janvier 2024, Beaumont-sur-Vesle est catégorisée bourg rural, selon la nouvelle grille communale de densité à sept niveaux définie par l'Insee en 2022.
Elle est située hors unité urbaine. Par ailleurs la commune fait partie de l'aire d'attraction de Reims, dont elle est une commune de la couronne,. Cette aire, qui regroupe 294 communes, est catégorisée dans les aires de 200 000 à moins de 700 000 habitants,.

### Occupation des sols
L'occupation des sols de la commune, telle qu'elle ressort de la base de données européenne d’occupation biophysique des sols Corine Land Cover (CLC), est marquée par l'importance des territoires agricoles (72,8 % en 2018), en diminution par rapport à 1990 (75,7 %). La répartition détaillée en 2018 est la suivante : 
terres arables (67,8 %), forêts (16,8 %), zones urbanisées (8,1 %), cultures permanentes (4,4 %), milieux à végétation arbustive et/ou herbacée (2,3 %), zones agricoles hétérogènes (0,6 %). L'évolution de l’occupation des sols de la commune et de ses infrastructures peut être observée sur les différentes représentations cartographiques du territoire : la carte de Cassini (XVIIIe siècle), la carte d'état-major (1820-1866) et les cartes ou photos aériennes de l'IGN pour la période actuelle (1950 à aujourd'hui).

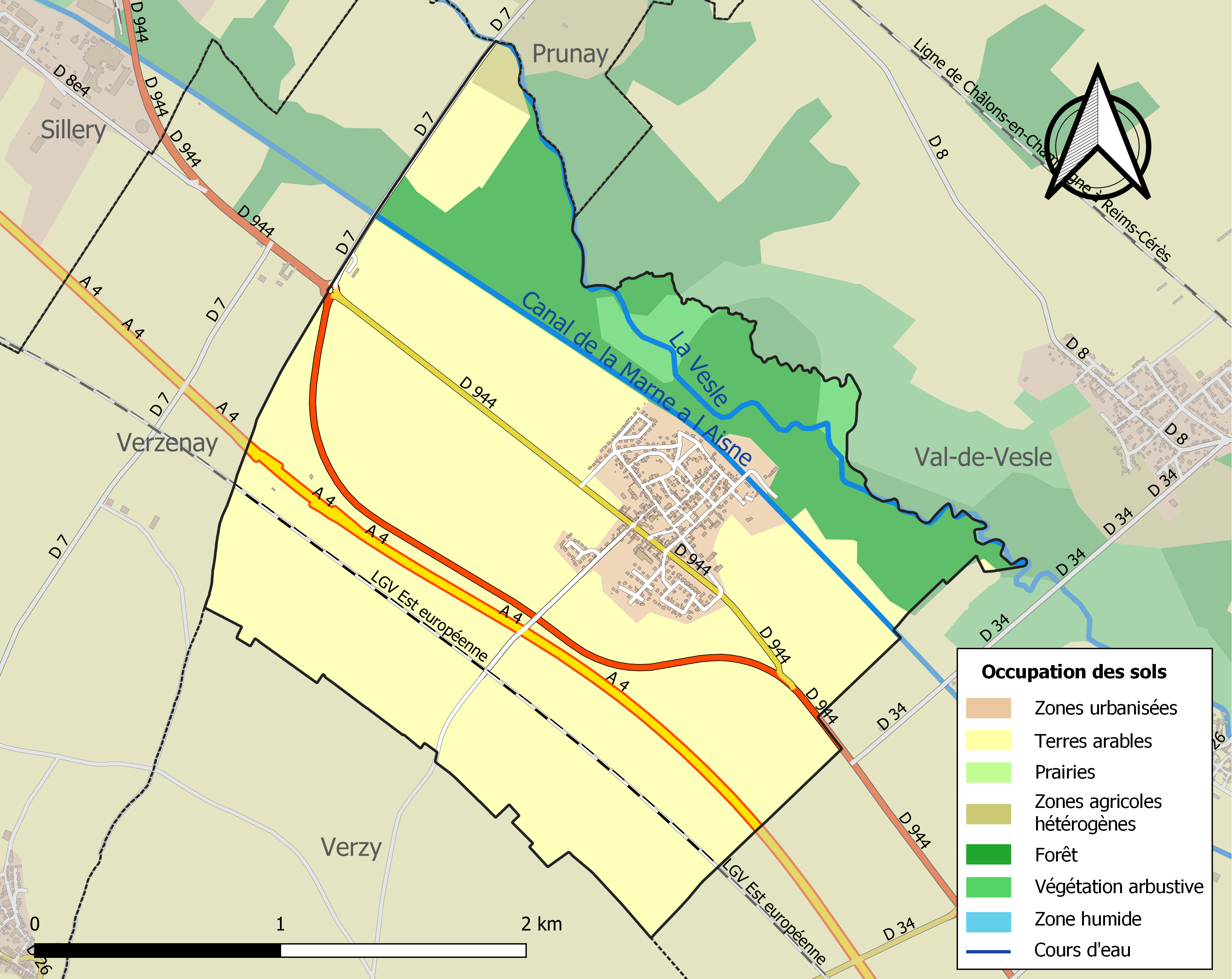
Carte des infrastructures et de l'occupation des sols de la commune en 2018 (CLC).

## Toponymie
Le nom de la localité est attesté sous les formes Curtis Jusana (956) ; « Villa que olim vocabatur Curtis Jusana, modo vero Bellus Mons » (1178) ; Bellus Mons (1190) ; Pulcher Mons (1205) ; Beaumont-sur-Veelle (1383) ; Biaumont-sur-Veelle (1384) ; Beaulmont (1542) ; Beaumon (1769).

Mot-à-mot le « beau mont », qui désigne un village construit sur un lieu élevé.
La Vesle est une rivière, affluent de la rive gauche de l'Aisne. Elle traverse principalement le département de la Marne où elle prend naissance.

## Histoire

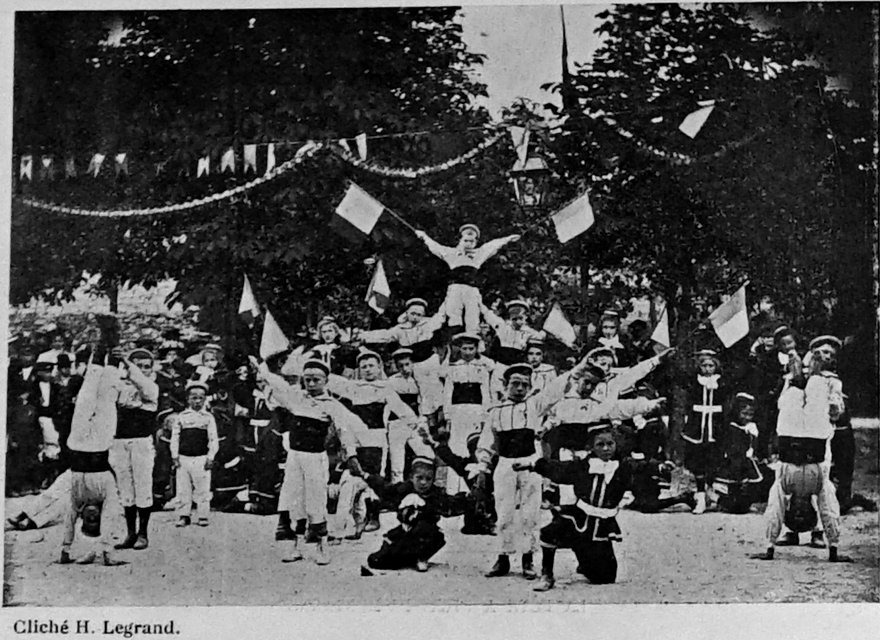
Fête au village vers 1906.

La commune est décorée de la Croix de guerre 1914-1918 le 1er octobre 1920.

## Politique et administration

### Intercommunalité
La commune, antérieurement membre de la communauté de communes Vesle-Montagne de Reims, est membre, depuis le 1er janvier 2014, de la communauté de communes Vesle et Coteaux de la Montagne de Reims.
En effet, conformément aux prévisions du schéma départemental de coopération intercommunale (SDCI) de la Marne du 15 décembre 2011, cette communauté de communes est née le 1er janvier 2014 de la fusion de trois petites intercommunalités :
- la communauté de communes des Forêts et Coteaux de la Grande Montagne (CCFCGM), qui regroupait cinq communes ;
- la communauté de communes des Rives de Prosne et Vesle (CCRPV), sauf la commune de Prosnes, soit deux communes ;
- la communauté de communes Vesle-Montagne de Reims (CCVMR), qui regroupait neuf communes ;

auxquelles s'est joint la commune isolée de Villers-Marmery.

### Liste des maires
| Période                                  | Période                   | Identité          | Étiquette | Qualité                                  |
| ---------------------------------------- | ------------------------- | ----------------- | --------- | ---------------------------------------- |
| Les données manquantes sont à compléter. |                           |                   |           |                                          |
| 1851                                     | 1873                      | Jean Simon Haizet |           |                                          |
| avant 1877                               | après 1879                | Malinet           |           |                                          |
| Les données manquantes sont à compléter. |                           |                   |           |                                          |
| 1995                                     | 2014                      | Michel Coffinet   |           | Médecin                                  |
| 2014                                     | En cours (au 4 aout 2022) | André Tetenoire   |           | Cuisinier Réélu pour le mandat 2020-2026 |

## Population et société

### Démographie
L'évolution du nombre d'habitants est connue à travers les recensements de la population effectués dans la commune depuis 1793. Pour les communes de moins de 10 000 habitants, une enquête de recensement portant sur toute la population est réalisée tous les cinq ans, les populations de référence des années intermédiaires étant quant à elles estimées par interpolation ou extrapolation. Pour la commune, le premier recensement exhaustif entrant dans le cadre du nouveau dispositif a été réalisé en 2005.

En 2022, la commune comptait 770 habitants, en évolution de −3,75 % par rapport à 2016 (Marne : −1,19 %, France hors Mayotte : +2,11 %).
| 1793 | 1800 | 1806 | 1821 | 1831 | 1836 | 1841 | 1846 | 1851 |
| ---- | ---- | ---- | ---- | ---- | ---- | ---- | ---- | ---- |
| 345  | 277  | 307  | 310  | 459  | 494  | 490  | 505  | 475  |

| 1856 | 1861 | 1866 | 1872 | 1876 | 1881 | 1886 | 1891 | 1896 |
| ---- | ---- | ---- | ---- | ---- | ---- | ---- | ---- | ---- |
| 460  | 449  | 460  | 414  | 395  | 426  | 431  | 430  | 441  |

| 1901 | 1906 | 1911 | 1921 | 1926 | 1931 | 1936 | 1946 | 1954 |
| ---- | ---- | ---- | ---- | ---- | ---- | ---- | ---- | ---- |
| 450  | 420  | 410  | 210  | 272  | 296  | 273  | 284  | 313  |

| 1962 | 1968 | 1975 | 1982 | 1990 | 1999 | 2005 | 2006 | 2010 |
| ---- | ---- | ---- | ---- | ---- | ---- | ---- | ---- | ---- |
| 382  | 443  | 454  | 479  | 686  | 744  | 698  | 709  | 713  |

| 2015 | 2020 | 2022 | - | - | - | - | - | - |
| ---- | ---- | ---- | - | - | - | - | - | - |
| 789  | 782  | 770  | - | - | - | - | - | - |

### Sports
- Football : l'association sportive de Beaumont-sur-Vesle (ASBV) créée en 1999, dont le président est René Noël, comporte une équipe de seniors et deux équipes de vétérans. Le logo du club est une écrevisse qui fait référence à l'emblème du champagne Virgile Portier, qui a donné son nom au stade municipal. Les couleurs du club sont le violet, le jaune et le bleu.

#### Bilan saison par saison
D’après le site officiel de la FFF :
- Seniors :

| Saison    | Classement | Championnat | Groupe             | Coupe                                    |
| --------- | ---------- | ----------- | ------------------ | ---------------------------------------- |
| 2008/2009 | 3 (64 pts) | 3e série    | D (District Marne) | 2e tour de la Coupe Promo Club           |
| 2009/2010 | 2          | 3e série    | B (District Marne) | Demi-Finale de la Coupe District Séniors |
| 2010/2011 | -          | 3e série    | C (District Marne) | 1er tour de la Coupe Promo Club          |

## Économie
La commune est le siège d'une brigade de gendarmerie.

## Culture locale et patrimoine

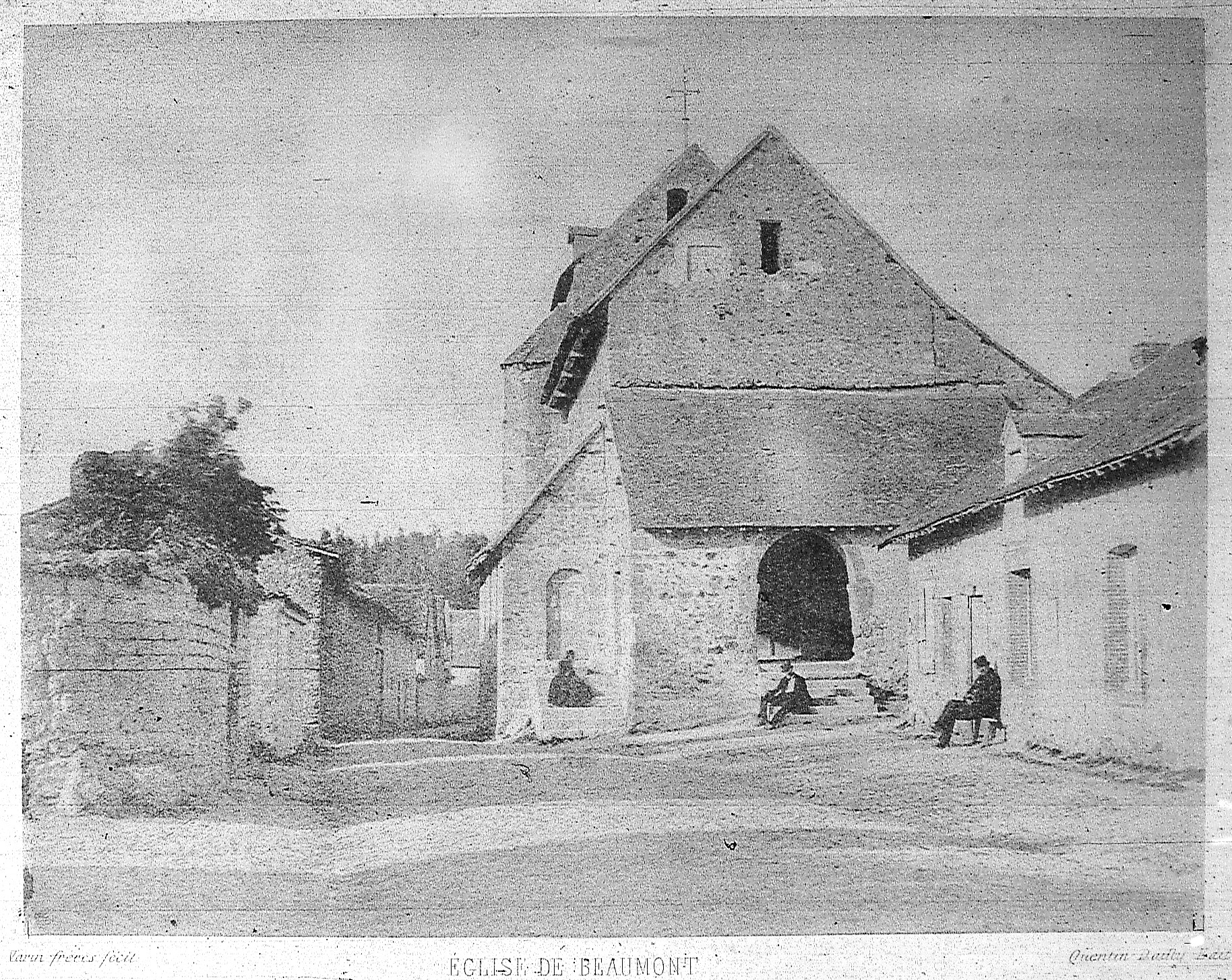
L'église détruite de Beaumont.

### Lieux et monuments
L'église de la Reconstruction fait partie de la paroisse Saint-Basle. Elle est l'œuvre de l'architecte Max Sainsaulieu.
La grande mairie-école de la Reconstruction, œuvre des architectes Bouchette et Bouchez de Reims.

### Personnalités liées à la commune
- Simon Zimny, footballeur, y a séjourné.[réf. nécessaire]